# میو شینوزاکی
میو شینوزاکی (انگلیسی: Mio Shinozaki؛ زادهٔ ۱۲ سپتامبر ۱۹۹۱) بازیکن بسکتبال زن اهل ژاپن است.